# حساب دیفرانسیل و انتگرال (کتاب)
حساب دیفرانسیل و انتگرال کتابی درسی در حسابان نوشتهٔ سیاوش شهشهانی است. احمد محبی آشتیانی مروری بر این کتاب نوشته است و غلامعلی حداد عادل پس از انتشار آن مطلبی تحت عنوان «کتاب درس دانشگاهی: تألیف یا ترجمه؟ (بحثی به مناسبت انتشار کتاب حساب دیفرانسیل و انتگرال)» منتشر کرده است. شهشهانی انگیزهٔ خود از تألیف این کتاب را مکتوب کردن تجربهٔ تدریس خود در دانشگاه دانسته است.